# Dystrophin
Dystrophin ist ein Protein in Wirbeltieren, das in der Muskelfasermembran (Sarkolemm) vorkommt und als Bindeglied zwischen den kontraktilen Elementen und dem Membransystem dient. Es ist somit für die Muskelkontraktion essentiell. Das Protein wurde im Jahr 1987 entdeckt und wird beim Menschen durch das DMD-Gen auf dem X-Chromosom kodiert. DMD ist mit 2,5 Millionen Basenpaaren das größte bekannte menschliche Gen und macht rund 0,08 % des Erbguts aus. Die Transkription des Gens dauert allein 16 Stunden. Mutationen in DMD können zu den Muskeldystrophie-Typen Duchenne und Becker-Kiener, oder zu dilatativer Kardiomyopathie (CMD3B) führen.
Dystrophin zählt zu den klinisch wichtigsten Actin-bindenden Proteinen. Strukturell gehört es zu den Spektrinen.

## Funktion
Dystrophin fungiert intrazellulär als Bindeglied zwischen Aktinfilament und beta-Dystroglycan, einem die Zellmembran überbrückenden Protein, das wiederum an das außerhalb der Muskelzelle liegende alpha-Dystroglycan bindet. Alpha-Dystroglycan ist einer der wichtigsten Rezeptoren für Proteine der Basalmembran und damit des die Zellen umgebenden Bindegewebes.
Über die Dystroglycane ist Dystrophin zudem mit dem Sarkoglykankomplex verbunden, welcher ebenfalls in der Membran liegt. Gemeinsam werden diese Proteine auch als Dystrophin-Glykoproteinkomplex bezeichnet.

## Pathologie
Mangel, komplettes Fehlen oder Defekte im Dystrophin-Glykoproteinkomplex führen zu verschiedenen Formen von fortschreitenden (progressiven) Muskeldystrophien, die durch eine Ruptur der Muskelfasermembran und das Freisetzen des Muskelenzyms Kreatinkinase gekennzeichnet sind. Diese Erkrankungen gehen mit fortschreitender Muskelschwäche und Muskelschwund einher. Die Lebenserwartung ist deutlich begrenzt. Wegen der X-chromosomal rezessiven Vergebung sind vorwiegend Jungen betroffen.   Die Häufigkeit beträgt einer von 3500 Jungen.
Es gibt gentherapeutische Ansätze für  die betroffenen Kinder: Dabei wird allerdings nicht das ursprüngliche Gen verwendet. Es ist zu groß und kann nicht über die sonst verwendeten Vektoren in die Zellen der Erkrankten geschleust werden. Stattdessen wird ein Gen verwendet, das für die wichtigsten Teile des Dystrophins codiert. Es ist zurzeit noch Gegenstand klinischer Studien, ob dieses sogenannte Mikrodystrophin zu einer Verbesserung der Symptome und einer Lebenszeitverlängerung führt.